# Перейра, Луис Карлос
Луис Карлос Перейра (род. 6 марта 1960 года в Сан-Паулу) — бразильский футболист, защитник, известный благодаря выступлениям в чемпионате Японии.

## Клубная карьера
Известно, что до переезда в Японию Перейра выступал за бразильский клуб «Гуарани Кампинас». В 1992 году он подписал контракт с японским «Верди Кавасаки», и в следующем году сыграл в новосозданной Джей-лиге и стал её первым чемпионом. В следующем сезоне клубу удалось повторить успех, а Перейра был признан самым ценным игроком чемпионата. Причём в 1993 и 1994 году он попадал в символическую сборную Джей-лиги. Перейра был центральным игроком «золотой эры» «Верди Кавасаки», а его надежность сравнивали с железной стеной. Через год Перейра подписал контракт с «Консадоле Саппоро», выступавшим в Японской футбольной лиге. В 1997 году он помог команде выйти в высший дивизион страны, где в следующем году и завершил карьеру.

## Достижения
Личные
- Самый ценный игрок Джей-лиги: 1994
- Символическая сборная Джей-лиги: 1993, 1994
- Футболист года в Японии: 1994

Командыне
 «Верди Кавасаки»
- Джей-лига: 1993, 1994

## Статистика

### В клубе
| Выступления за клуб | Выступления за клуб | Выступления за клуб | Лига  | Лига | Кубок            | Кубок            | Кубок лиги      | Кубок лиги      | Итого | Итого |
| Сезон               | Клуб                | Лига                | Матчи | Голы | Матчи            | Голы             | Матчи           | Голы            | Матчи | Голы  |
| Япония              | Япония              | Япония              | Лига  | Лига | Кубок Императора | Кубок Императора | Кубок Джей-лиги | Кубок Джей-лиги | Итого | Итого |
| ------------------- | ------------------- | ------------------- | ----- | ---- | ---------------- | ---------------- | --------------- | --------------- | ----- | ----- |
| 1992                | Верди Кавасаки      | J1                  | -     | -    | 5                | 1                | 11              | 1               | 16    | 2     |
| 1993                | Верди Кавасаки      | J1                  | 32    | 1    | 3                | 1                | 7               | 0               | 42    | 2     |
| 1994                | Верди Кавасаки      | J1                  | 43    | 2    | 2                | 0                | 3               | 0               | 48    | 2     |
| 1995                | Верди Кавасаки      | J1                  | 50    | 6    | 3                | 0                | -               | -               | 53    | 6     |
| 1996                | Консадоле Саппоро   | JFL                 | 23    | 7    | 3                | 0                | -               | -               | 30    | 7     |
| 1997                | Консадоле Саппоро   | JFL                 | 27    | 1    | 3                | 2                | 5               | 0               | 35    | 3     |
| 1998                | Консадоле Саппоро   | J1                  | 11    | 0    | 0                | 0                | 3               | 0               | 14    | 0     |
| Итого               | Итого               | Итого               | 186   | 17   | 19               | 4                | 29              | 1               | 234   | 22    |